# Colleville-Montgomery

Colleville-Montgomery este o comună în departamentul Calvados, Franța. În 1 ianuarie 2022 avea o populație de 2.529 de locuitori.